# Voetbalkampioenschap van Saale 1910/11
In 1910/11 werd het vierde voetbalkampioenschap van Saale gespeeld, dat georganiseerd werd door de Midden-Duitse voetbalbond. Hallescher FC Wacker werd kampioen en plaatste zich voor de Midden-Duitse eindronde. De club versloeg FC Carl Zeiss Jena, Dresdner SC en Erfurter SC 1895 en bereikte zo de finale, waarin ze met 3:1 verloren van VfB Leipzig.

## 1. Klasse
| Plaats | Club                      | Wed. | W | G | V | Saldo | Ptn.  |
| ------ | ------------------------- | ---- | - | - | - | ----- | ----- |
| 1.     | Hallescher FC Wacker 1900 | 8    | 8 | 0 | 0 | 36:04 | 16    |
| 2.     | Hallescher FC 1896        | 8    | 6 | 0 | 2 | 29:14 | 12:04 |
| 3.     | FC Hohenzollern Halle     | 8    | 3 | 0 | 5 | 21:34 | 06:10 |
| 4.     | FC Britannia Halle        | 8    | 1 | 1 | 6 | 16:31 | 03:13 |
| 5.     | Hallescher BC Borussia 02 | 8    | 1 | 1 | 6 | 20:39 | -     |

|  | Kampioen, geplaatst voor Midden-Duitse eindronde |
|  | Play-off vierde plaats                           |

Wedstrijd om de vierde plaats
De verliezer speelt een play-off tegen de kampioen van de 2. Klasse.
|                |                    |       |                           |  |
| 2/9 april 1911 | FC Britannia Halle | 3 – 2 | Hallescher BC Borussia 02 |  |
| 2/9 april 1911 |                    |       |                           |  |

De wedstrijd werd bij 3-2 gestopt wegens hevige regenval, de resterende speeltijd werd op 9 april nog gespeeld.
Promotie-Degradatie play-off
|             |                           |              |                       |  |
| 25 mei 1911 | Hallescher BC Borussia 02 | 4 - 3 (n.v.) | FC Preußen Weißenfels |  |
| 25 mei 1911 |                           |              |                       |  |